# Max Neukirchner
 (mai 2012).
Si vous disposez d'ouvrages ou d'articles de référence ou si vous connaissez des sites web de qualité traitant du thème abordé ici, merci de compléter l'article en donnant les références utiles à sa vérifiabilité et en les liant à la section « Notes et références ».
Max Neukirchner, né le 20 avril 1983 à Stollberg/Erzgeb., en Allemagne, est un pilote de vitesse moto allemand qui a participé au championnat du monde Supersport et Superbike avant de courir dans la catégorie Moto2. Son numéro fétiche est le 76.

## Les débuts (2001 - 2003)
Entre 2001 et 2003, Max Neukirchner dispute trois courses en championnat du monde 250 cm³ en tant que Wild Card pour le Grand Prix d'Allemagne. En 2003, il termine la course à la 15e place et marque 1 point.

## Supersport (2004)
Max Neukirchner dispute une première saison complète en championnat du monde Supersport avec une Honda. Il termine la saison à la neuvième place où il obtient une 5e place comme meilleure performance.

## Superbike (2005 - 2010)
Il se révèle du public en 2005 alors qu'il débute dans la catégorie Superbike avec l'écurie Honda Klaffi. Il obtient une troisième place lors de la course 2 sur le circuit de Phillip Island. Il termine sa première saison en Superbike à la 12e place.
L'année d'après, il dispute le même championnat avec une Ducati privée mais les résultats ne sont pas ceux espérés. À la deuxième moitié de la saison, il remplace Fabien Foret dans l'équipe Suzuki Alstare pour terminer à la 18e place au classement final.
En 2007, avec une Suzuki privée, Max Neukircher réalise une saison régulière pour terminer la saison à la 9e place. La même année, il remporte les 24 heures du Mans moto avec William Costes et Guillaume Dietrich dans l'écurie du SERT.
Pour l'année 2008, il obtient un guidon d'usine de la marque Suzuki, dans l'équipe Suzuki Alstare où il succède à Max Biaggi. Il remporte sa première course en Superbike sur le circuit de Monza puis s'impose une deuxième fois sur le circuit de Misano Adriatico. Avec un total de 2 victoires et de 7 podiums, il termine la saison à la 5e place.
En 2009, il reste chez Suzuki Alstare et fait partie des favoris pour le titre. Il commence la saison avec une deuxième place lors de la course 1 à Phillip Island et obtient une troisième place à Valencia. Mais lors de la première épreuve à Monza, une chute collective entraîne Max Neukircher au sol. Il est le plus blessé avec une fracture ouverte du fémur droit et du pied gauche. Après une longue convalescence, il revient pour des tests privés avant l'épreuve de Brno mais se blesse de nouveau. L'allemand ne finira pas la saison et est remercié par l'écurie Suzuki Alstare.
En 2010, il quitte Suzuki pour courir avec l'écurie Hannspree Honda Ten Kate. Sa saison sera difficile où il termine à la 18e place.

## Moto 2 (2011 - ...)
Ne trouvant pas de guidon en championnat du monde Superbike, Max Neukirchner trouve refuge en Grand Prix, dans la catégorie Moto2 avec MZ. Avec 42 points inscrits, il termine la saison à la 20e place.
Pour l'année 2012, toujours en Moto2, il remplace Stefan Bradl dans l'écurie Kiefer Racing.